# Nokia Lumia 630
O Lumia 630 é primeiro smartphone da linha Lumia a ter opção de compatibilidade com dois chips e o Lumia 635 possui as mesmas características do 630, mas a diferença é que possui conexão 4G e é single SIM. Ambos foram lançados com baixo preço e foram os primeiros aparelhos a vir com a versão final do Windows Phone 8.1, com a atualização de firmware Lumia Cyan.
Em 2 de março de 2015, a Microsoft apresentou o seu sucessor Microsoft Lumia 640, com as melhorias: tela melhorada de alta resolução de 1280 x 720 HD, 1GB de RAM, 8Mpx câmara com a gravação de vídeo 1080p rápida LED, câmera frontal para vídeo-conferência e tomar selfies, maior bateria de 2500 mAh, Microsoft Office 365, Microsoft Outlook e atualizável para Windows 10, ao contrário do Lumia 630, que assim como outros, teve atualização prometida, porém não recebeu.

## Lançamento
O Lumia 630 foi anunciado em 2 de abril de 2014 na Microsoft Build 2014.

### Lançamento no Brasil
O Lumia 630 (versão dual chip) começou a ser comercializado no Brasil em 30 de maio de 2014 depois de ter recebido a homologação da Agência Nacional de Telecomunicações (Anatel) no dia 7 de maio de 2014. O Lumia 630 (Dual SIM) é vendido no Brasil pelas operadoras: Claro, TIM e Vivo. 
O Lumia 630 (versão Single SIM) começou a ser comercializado no Brasil somente pela operadora Claro, devido um acordo firmado com a Microsoft e a operadora, a venda iniciaram no dia 15 de julho de 2014. 
O Lumia 635 iniciou as suas vendas no Brasil em 15 de agosto de 2014.

### Lançamento em Portugal
O Lumia 630 (versões Single Sim e Dual Chip) começou a ser comercializado em Portugal em 2 de junho de 2014.  O Lumia 635 chegou a Portugal em meados de julho de 2014.

## Design
O design é um dos pontos fortes do aparelho. Os botões físicos são apenas os de volume e o de liga/desliga. O botão dedicado para câmera, presente no seu irmão menor, Lumia 520, está ausente neste aparelho. Nos Lumias 630 e 635, os clássicos botões sensíveis ao toque da Nokia foram incorporados à tela: são agora virtuais, localizados na parte inferior do display.

## Versões
| Modelo                 | Bandas GSM                    | Notas                                                     |
| ---------------------- | ----------------------------- | --------------------------------------------------------- |
| Lumia 630 (single SIM) | Quad Band (850/900/1800/1900) | No Brasil, é comercializado somente pela operadora Claro. |
| Lumia 630 (dual SIM)   | Quad Band (850/900/1800/1900) |                                                           |
| Lumia 635 (4G)         | Quad Band (850/900/1800/1900) | TV Digital somente no Brasil                              |

## Software
Os Lumias 630-635 é o primeiro Smartphone a vir de fábrica com a versão final do Windows Phone 8.1 e versão de firmware Cyan; As mudanças são pequenas, mas o deixaram bem mais completo e prático. Nessa versão atual, temos até barra de notificações expansível e agora os botões de navegação (voltar, Windows e busca) são virtuais, ou seja, ficam dentro da tela. Nessa nova versão, foram implementadas novidades como a rotação de tela no sistema, o fechamento de apps na multitarefa, pastas de aplicativos, central de ações, teclado com escrita por arrasto, instalação de apps no SD e backup dos dados de apps no OneDrive. Há também a opção de atualizar automaticamente os apps, novo visual da câmera, updates de diversos aplicativos do sistema, controle de som separado para ringtones e mídia, entre outros. Na Home, continuam existindo os tiles, quadrados de tamanhos diversos que, além de atuarem como atalhos para os aplicativos, também podem mostrar informações relevantes, como updates de redes sociais, mensagens, fotos e outros. Agora na nova versão, você pode escolher uma foto que ficará encaixada em todos das live tiles, um bonito visual, e também ativar uma terceira fileira deles, o que deixa tudo um pouco pequeno demais nessa tela.

## Especificações

### Display
Embora não seja HD, a tela dos Lumias 630-635 agrada bastante. É quase impossível enxergar os pixels nessa IPS capacitiva multitoque de 4.5 polegadas. Seus 221 ppi de densidade se devem à definição de 480 x 854 pixels. O IPS faz com que o ângulo de visualização na vertical seja bem amplo. As cores são boas, e possui ainda a tecnologia ClearBlack da Nokia que garante pretos bem profundos. O vidro é um Corning Gorilla Glass 3, que protege contra arranhões e quedas menores.

### Câmera
O Lumia 630 e 635 conta com uma câmera de 5 megapixels, capaz de fazer vídeos em HD até 720p a 30fps. 

### Hardware e processamento
O conjunto de processamento do Lumia 630-635 conta com chipset Qualcomm Snapdragon 400, CPU quad-core Cortex-A7 de 1.2GHz e GPU Adreno 305 e memória RAM de apenas 512MB.

### Música e mídia
O alto-falante externo é alto com uma pequena saída de som virada para baixo. Com os fones de ouvido que vêm na caixa, temos bom estéreo e amplitude. Não é dos mais altos, mas tem bom volume. O lumia 630-635 reproduz vídeos em Full HD. 

### TV Digital
A tecnologia da TV digital só está presente no Lumia 630 (versão dual SIM) e somente nos aparelhos brasileiros. A TV funciona sem a necessidade de antena, um diferencial entre seus concorrentes. Precisa dos fones de ouvido originais, que precisam estar plugados para que o Lumia 630 (dual SIM) encontre os canais. Ele também tem rádio FM. 

### Armazenamento e Micro-SIM
O Lumia 630 e 635 usa um cartão Micro-SIM. Todos os dados são armazenados na memória flash, 8GB, e também no cartão SD. Os Lumias 630-635 possuem uma memória expansível de até 128GB via cartão SD.

### Energia e bateria
- Bateria interna de íon de lítio recarregável;
- Bateria removível;
- Carga via USB do computador ou carregador de tomada;
- Tempo de conversação: Até 786 minutos em 3G e 840 minutos em 4G;
- Tempo em espera: Até 600 horas no Lumia 630 e 648 horas no Lumia 635;

### Conteúdo da caixa

#### Lumia 630 (dual SIM)
- Aparelho Lumia 630;
- Fone de ouvido com microfone;
- Carregador Nokia;
- Bateria;
- Manual de usuário.

#### Lumia 630 (single SIM)
- Aparelho Lumia 630;
- Carregador Nokia;
- Bateria;
- Cabo USB;
- Manual de usuário.

#### Lumia 635
- Aparelho Lumia 635;
- Carregador Nokia;
- Bateria;
- Manual de usuário.

## Personalização de cores
Os Lumias 630-635 assim como outros aparelhos da linha Lumia possuem capas coloridas oferecendo a você mais formas para personalizar a aparência de seu telefone.
As cores disponíveis para o lumia 630-635 são preto (grafite), verde, laranja, amarelo e branco.